# Sukuruć
Sukuruć (cyr. Сукурућ) – wieś w Czarnogórze, w gminie Tuzi. W 2011 roku liczyła 788 mieszkańców.